# آندژی بوگوتسکی
آندژی بوگوتسکی (لهستانی: Andrzej Bogucki؛ ‏ ۱۱ نوامبر ۱۹۰۴ – ۲۹ ژوئیهٔ ۱۹۷۸) بازیگر، خواننده و ترانه‌سرا اهل لهستان بود که به «شوالیهٔ لهستان» شهرت داشت.
او و همسرش «یانینا» بودند که در دوران اشغال لهستان توسط نیروهای آلمان نازی در جریان جنگ جهانی دوم، به پیانیست یهودی لهستان ووادیسواف اشپیلمان پناه دادند.
از فیلم‌ها یا برنامه‌های تلویزیونی که وی در آن نقش داشته‌است، می‌توان به عالی‌جناب، شاگرد مغازه، چهل‌ساله و نقاب زرین اشاره کرد.